# Слободянюк Дмитро Онуфрійович
Дмитро Онуфрійович Слободяню́к (1911, село Мартинівка, нині Барський район Вінницька область — ?) — український радянський діяч, голова Вінницького промислового обласного виконавчого комітету, 2-й секретар Вінницького обкому КПУ. Депутат Верховної Ради УРСР 5—6-го скликань.

## Життєпис
Член ВКП(б) з 1938 року.
Перебував на партійній роботі.
У червні 1941 — червні 1943 року — в Червоній армії. Учасник німецько-радянської війни. У червні — липні 1941 року — політичний керівник роти 209-го стрілецького полку 56-ї стрілецької дивізії Південного фронту. У липні 1941 року був важко поранений в районі ріки Буг. У грудні 1941 — липні 1942 року — комісар батареї 646-го артилерійського полку 30-ї армії Калінінського фронту. У липні 1942 року був важко поранений у ліву ногу біля міста Ржева. Довго лікувався в госпіталях. У червні 1943 року комісований із радянської армії.
З 1943 року — 2-й, 1-й секретар Копайгородського районного комітету КП(б)У Вінницької області.
До серпня 1955 року — 1-й секретар Погребищенського районного комітету КПУ Вінницької області.
У серпні 1955 — січні 1963 року — 2-й секретар Вінницького обласного комітету КПУ.
У січні 1963 — грудні 1964 року — голова виконавчого комітету Вінницької промислової обласної ради депутатів трудящих.
У грудні 1964 — після 1971 року — заступник голови виконавчого комітету Вінницької обласної ради депутатів трудящих.
Звання старший лейтенант.

## Нагороди
- орден Леніна (26.02.1958)
- орден «Знак Пошани» (23.01.1948)
- орден Вітчизняної війни 1-го ступеня (6.04.1985)
- орден Червоної Зірки (6.11.1947)